# Caratasca-Lagune

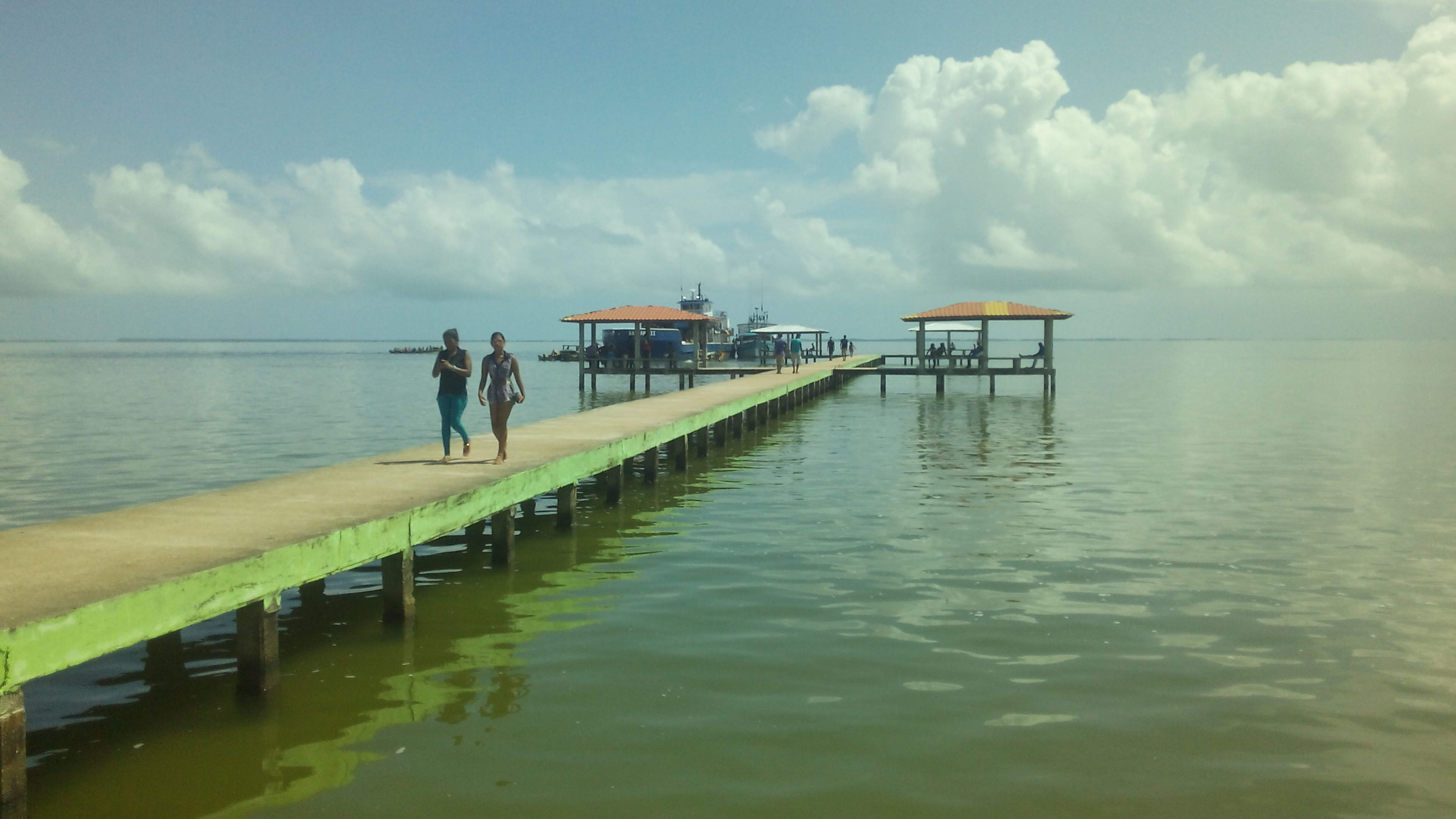
Caratasca-Lagune bei Puerto Lempira

Die Caratasca-Lagune (spanisch Laguna de Caratasca) ist ein großer mit dem karibischen Meer verbundener Salzwassersee an der Nordostküste des mittelamerikanischen Staates Honduras.

## Lage und Klima
Der zur Miskitoküste gehörende etwa 1100 km² große Lagunensee ist ca. 70 km lang und maximal etwa 12 km breit; er erstreckt sich hinter einer ca. 200 m bis 5 km breiten Nehrung, die an einer Stelle eine etwa 100 m breite Verbindung mit dem Meer hat. Weitere Lagunenseen in der Nähe werden von Flüssen gespeist und sind Süßwasserseen. Es gibt mehrere Inseln; die größte ist die Isla Tansin. Das subtropische Klima ist schwülwarm und regenreich (ca. 1850 mm/Jahr).

## Erreichbarkeit
Die Lagune ist schiffbar und vom Meer aus zu erreichen, doch die meisten Besucher – wie auch die Einwohner der etwa 25.000 Einwohner zählenden Stadt Puerto Lempira – benutzen das Flugzeug, da die hierhin führende Piste oft unpassierbar ist.